# Sondra Locke
Sondra Locke (anglès: Sandra Smith)  (Shelbyville, 28 de maig de 1944 - Los Angeles, 3 de novembre de 2018) fou una actriu, cantant i directora de cinema estatunidenca coneguda per aparèixer en diverses pel·lícules amb Clint Eastwood, de qui fou la companya sentimental.

## Carrera
Va passar la seva infància i adolescència en la seva localitat natal i es va graduar en l'institut Shelbyville Central High School el 1965. Posteriorment, va estudiar art dramàtic en la Middle Tennessee State University on es graduaria el 1968. Després d'iniciar-se en el teatre, aconseguiria el seu primer paper en el cinema en El cor és un caçador solitari, per la qual cosa va ser nominada a l'Oscar a la millor actriu, i a dos premis Globus d'Or a la millor actriu dramàtica i de New Star Of The Year (discontinuada).
El 1968, es va casar amb el seu amic de la infància, Gordon Anderson. Anderson es va declarar homosexual el 1997, quan Clint Eastwood ho va esmentar en una entrevista. En l'autobiografia de Sondra Locke, ella afirma que mai va tenir relacions sexuals amb el seu marit i que ell li va confessar que era homosexual abans de les seves noces. Quan va començar el seu romanç amb Eastwood, Anderson ja vivia amb un altre home. De tota manera, en l'actualitat, Anderson i Locke mantenen una bona relació i, de fet, continuen legalment casats.
En els següents anys, va aparèixer en pel·lícules independents i de culte, i en destaca La rebel·lió de les rates, amb Bruce Davison i Ernest Borgnine, així com en sèries de televisió com Barnaby Jones o Kung fu, Galeria nocturna, El planeta dels simis o Cannon. Durant la dècada del 1970, va destacar per les seves intervencions en altres pel·lícules com A Reflection of Fear (1973) i The Second Comming of Suzanne (1974).
Locke va patir la seva ruptura amb Eastwood, la qual cosa va destruir la seva carrera cinematogràfica, ja que l'actor, que va arribar al cim de la seva carrera amb Sense perdó (1992) com a actor i director, va posar Locke en la llista negra de la indústria de Hollywood, de la qual cosa mai es va recuperar.

## Relació amb Eastwood
La primera trobada de Sandra Locke amb Clint Eastwood va ser el 1972 quan l'actriu es va presentar al càsting de la pel·lícula dirigida per Eastwood, Breezy. Eastwood tenia fama de faldiller, però això no va evitar que, a partir de 1975, comencessin una relació sentimental durant el rodatge d'El bandoler Josey Wales, i se separà del seu espòs Gordon Anderson el 1978. Durant la segona meitat de la dècada de 1970, Locke es va convertir en la companya de pantalla d'Eastwood, tant si aquest actuava o tan sols dirigia. L'actriu va aparèixer en films com El bandoler Josey Wales (1976), Ruta suïcida (1977), Dur de pelar (1978), Bronco Billy (1980) i Impacte sobtat (1983). Junts també van protagonitzar La gran baralla (1980), seqüela de Dur de pelar, que va dirigir Buddy Van Horn.
En la dècada de 1980, va treballar en altres projectes, com un biopic sobre la cantant Rosemary Clooney titulat Rosie: The Rosemary Clooney Story (1982), així com en les sèries televisives Tals of Unexpected o Amazing Stories; en aquesta última, va ser dirigida per Clint Eastwood en un episodi titulat Vanessa en el jardí. El 1986, va realitzar el seu debut com a directora, amb un film de poc d'èxit, Ratboy, en què també actuava.
El 1989, la seva relació amb Eastwood va acabar d'una manera tempestuosa. En la seva autobiografia, The Good, the Bad, and the Very Ugly (publicada el 1998), explica exhaustivament els seus anys al costat d'Eastwood. Quan la relació va acabar, Locke va interposar una demanda contra Eastwood, en què li demanava 1.300.000 dòlars. Locke va al·legar que Eastwood va canviar d'un dia per l'altre els panys de casa seva. Segons diu en la biografia, Eastwood la va obligar a tenir dos avortaments i a una lligadura de trompes. Eastwood sempre va negar aquestes al·legacions i va afirmar que la seva excompanya estava guanyant diners a la seva costa, gràcies a la venda d'aquest llibre.

## Treballs posteriors
El 1990, va dirigir una altra pel·lícula amb més èxit, el drama Impuls. Les altres obres de Locke com a directora van ser Fes-me un favor (1997), a més del telefilm Death in Small Doses (1995). Com a actriu, treballaria en un parell de films independents com Clean and Narrow i The Prophet's Game, amb Dennis Hopper.

## Últims anys
Després de recuperar-se d'un càncer de mama, va passar a viure retirada de la interpretació, vivint a Hollywood Hills al costat del doctor Scott Cunneen, la seva parella sentimental els darrers anys i codirector del Center for Weight Loss en el Cedars Sinai Hospital.
Locke va morir el 3 de novembre de 2018 d'un atac de cor vinculat al càncer de mama i ossos que patia. Fou enterrada al Pierce Brothers Westwood Village Memorial Park and Mortuary.

## Filmografia

### Actriu
| Any  | Títol                                            | Paper                  | Notes |
| ---- | ------------------------------------------------ | ---------------------- | --- |
| 1968 | The Heart Is a Lonely Hunter                     | Mick Kelly             | Nominada − Oscar a la millor actriu secundària Nominada − Globus d'Or a la millor actriu secundària Nominada − Globus d'Or a la millor promesa de l'any |
| 1970 | Cover Me Babe                                    | Melisse                | |
| 1971 | Willard                                          | Joan                   | |
| 1972 | Night Gallery                                    | Sheila Gray            | sèrie; episodi: "A Feast of Blood" |
| 1972 | The F.B.I.                                       | Regina Mason           | sèrie; episodi: "Dark Christmas" |
| 1973 | Cannon                                           | Trish                  | sèrie; episodi: "Death of a Stone Seahorse" |
| 1973 | A Reflection of Fear                             | Marguerite             | |
| 1973 | The ABC Afternoon Playbreak                      | Nora Sells             | sèrie; episodi: "My Secret Mother" |
| 1973 | The Gondola                                      | Jackie                 | Telefilm |
| 1974 | Kung Fu                                          | Gwyneth Jenkins        | sèrie; episodi: "This Valley of Terror" |
| 1974 | The Second Coming of Suzanne                     | Suzanne                | |
| 1974 | Planet of the Apes                               | Amy                    | sèrie; episodi: "The Cure" |
| 1975 | Barnaby Jones                                    | Alicia                 | sèrie; episodi: "The Orchid Killer" |
| 1975 | Cannon                                           | Stacey Murdock         | sèrie; episodi: "A Touch of Venom" |
| 1976 | Joe Forrester                                    | N/A                    | sèrie; episodi: "A Game of Love" |
| 1976 | El bandoler Josey Wales (The Outlaw Josey Wales) | Laura Lee              | |
| 1977 | Death Game                                       | Agatha Jackson         | |
| 1977 | The Shadow of Chikara                            | Drusilla Wilcox        | |
| 1977 | Ruta suïcida (The Gauntlet)                      | Augustina "Gus" Malley | |
| 1978 | Dur de pelar (Every Which Way But Loose)         | Lynn Halsey-Taylor     | |
| 1979 | Tales of the Unexpected                          | N/A                    | Telefilm |
| 1979 | Friendships, Secrets and Lies                    | Jessie                 | Telefilm |
| 1980 | Bronco Billy                                     | Antoinette Lily        | |
| 1980 | Any Which Way You Can                            | Lynn Halsey-Taylor     | |
| 1982 | Rosie: The Rosemary Clooney Story                | Rosemary Clooney       | Telefilm |
| 1983 | Sudden Impact                                    | Jennifer Spencer       | |
| 1984 | Tales of the Unexpected                          | Edna                   | sèrie; episodi: "Bird of Prey" |
| 1985 | Amazing Stories                                  | Vanessa Sullivan       | sèrie; episodi: "Vanessa in the Garden" |
| 1986 | Ratboy                                           | Nikki Morrison         | |
| 1999 | Clean and Narrow                                 | Betsy Brand            | |
| 1999 | The Prophet's Game                               | Adele Highsmith        | |

### Directora
- Ratboy (1986)
- Impulse (1990)
- Death in Small Doses (1995)
- Do Me a Favor (1997)